# Spionicola mystaceus
Spionicola mystaceus is een eenoogkreeftjessoort uit de familie van de Clausiidae. De wetenschappelijke naam van de soort is voor het eerst geldig gepubliceerd in 2009 door Björnberg & Radashevsky.